# Cassignas
Cassignas är en kommun i departementet Lot-et-Garonne i regionen Nouvelle-Aquitaine i sydvästra Frankrike. Kommunen ligger i kantonen Laroque-Timbaut som tillhör arrondissementet Agen. År 2022 hade Cassignas 128 invånare.

## Befolkningsutveckling
Antalet invånare i kommunen Cassignas
| Referens: INSEE |